# Lockheed Martin P-791

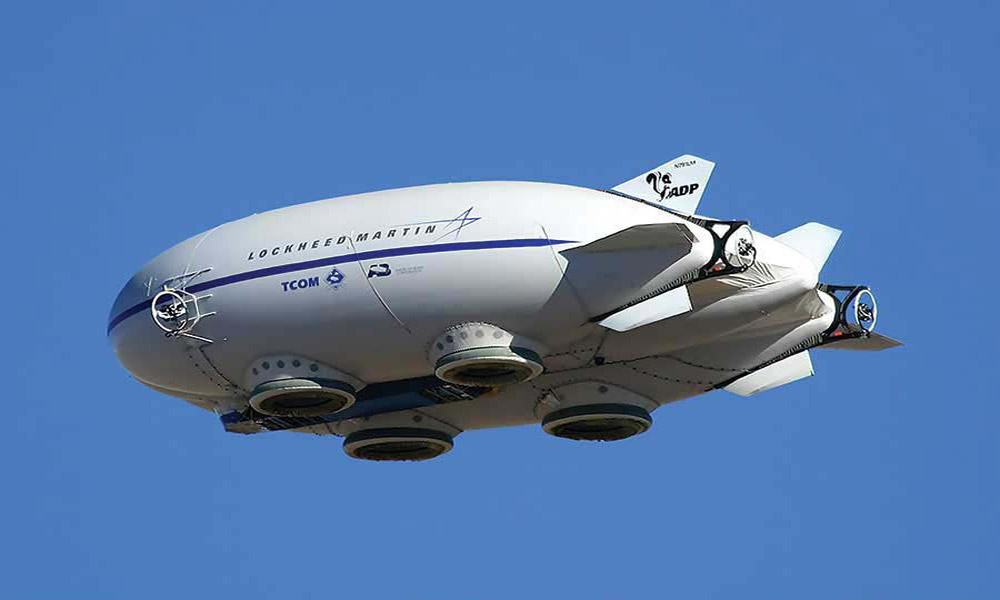
Lockheed Martin P-791

Das P-791 ist ein experimentelles Hybridluftschiff, das von Lockheed Martin entwickelt wurde. Der Jungfernflug des etwa 60 Meter langen Prototyps fand am 31. Januar 2006 auf der firmeneigenen Versuchsanlage auf der Palmdale Air Force Plant 42 statt.

## Die Auslegung des Hybrid-Luftschiffs
P-791 ist ein Beispiel eines hybriden Luftschiffs. In solchen Konstruktionen wird das Gewicht des Luftschiffs und seiner Nutzlast gemeinsam durch statischen und dynamischen Auftrieb getragen. Dies ist ein Versuch, eine „das Beste beider Welten“-Kombination zu erreichen.
Kritiker haben diese Auslegung als „das Schlechteste beider Welten“ bezeichnet, da eine Landebahn für Start und Landung erforderlich ist, was bei rein statischem Auftrieb nicht erforderlich wäre. Befürworter meinen, dass durch die Verwendung neuer Technologien bisherige Hemmnisse entfernt werden könnten.
Bisher haben es nur wenige hybride Luftschiffe vom Reißbrett in die experimentelle Phase geschafft. Eines der wenigen Fahrzeuge, die sich in die Luft erhoben haben, war Aereon 26. Die Entwicklung dieses Flugzeuges wurde im Buch The Deltoid Pumpkinseed von John McPhee dokumentiert.
Für das DARPA-Projekt WALRUS entwickelte Lockheed-Martin einen Vorschlag, bei dem wahrscheinlich Erfahrungen mit der Konstruktion der P-791 einflossen. Dadurch konnte das Unternehmen einen Wettbewerbsvorteil gegenüber den Mitbewerbern erzielen. 2010 wurde das WALRUS-Projekt jedoch bereits nach der ersten Projektdefinitionphase eingestellt. Beobachter merkten an, dass die Auslegung der P-791 sehr stark der früheren SkyCat ähnele, die durch das britische Unternehmen Advanced Technologies Group (ATG) entwickelt wurde. In der Tat waren beim P-791-Projekt frühere Mitarbeiter der ATG beschäftigt.